# Fort Lapwai
Fort Lapwai est un ancien poste militaire de la United States Army situé à l'emplacement de la ville actuelle de Lapwai dans l'Idaho aux États-Unis. Établi en 1862 dans les limites de la réserve des Nez-Percés, il était destiné à protéger mutuellement les Amérindiens et les colons.
Initialement désigné sous le nom de Camp Lapwai, il fut renommé en Fort Lapwai en 1863. En nez-percé, Lapwai signifie « lieu des papillons ». Il fut finalement abandonné en 1884. Il fait partie du parc historique national des Nez-Percés.